# Chubbuck
Chubbuck és una població dels Estats Units a l'estat d'Idaho. Segons el cens del 2000 tenia 9.700 habitants.

## Demografia
Segons el cens del 2000, Chubbuck tenia 9.700 habitants, 3.190 habitatges, i 2.491 famílies. La densitat de població era de 1.058 habitants per km².
Dels 3.190 habitatges en un 45,4% hi vivien nens de menys de 18 anys, en un 63,4% hi vivien parelles casades, en un 10,7% dones solteres, i en un 21,9% no eren unitats familiars. En el 18,4% dels habitatges hi vivien persones soles el 7,2% de les quals corresponia a persones de 65 anys o més que vivien soles. El nombre mitjà de persones vivint en cada habitatge era de 3,02 i el nombre mitjà de persones que vivien en cada família era de 3,46.
Per edats la població es repartia de la següent manera: un 33,9% tenia menys de 18 anys, un 10,5% entre 18 i 24, un 27,6% entre 25 i 44, un 19,3% de 45 a 60 i un 8,7% 65 anys o més.
L'edat mediana era de 29 anys. Per cada 100 dones de 18 o més anys hi havia 93,4 homes.
La renda mediana per habitatge era de 41.688 $ i la renda mediana per família de 48.138 $. Els homes tenien una renda mediana de 40.726 $ mentre que les dones 25.230 $. La renda per capita de la població era de 15.936 $. Aproximadament el 9,1% de les famílies i el 12% de la població estaven per davall del llindar de pobresa.

## Poblacions més properes
El següent diagrama mostra les poblacions més properes.